# Lara Kalanj
Lara Kalanj, slovenski fotomodel, * 2000
Kot 17-letna dijakinja tolminske gimnazije je osvojila naslov Miss Slovenije 2018. Prijavila se je na predlog prijateljice, lepotnih tekmovanj prej ni spremljala.
Po zmagi je bila kot tekačica obraz Tosaminih damskih vložkov Jasmin Sport. Postala je tudi ambasadorka festivala novomedijske kulture Speculum Artium v Trbovljah. Z zaposlenimi podjetja Dewesoft je obiskala sejme v Parizu, Las Vegasu in Leonu (Mehika).

## Zasebno
Je članica Tekaškega kluba Kobarid, največje uspehe je dosegla na srednjih progah od 800 m do 1500 m. Visoka je 170 cm.
Odraščala je v vasi Livek pri Kobaridu, iz katere se je v preteklosti izselila velika večina ljudi.